# Neusticurus medemi
Neusticurus medemi — вид ящірок родини гімнофтальмових (Gymnophthalmidae). Мешкає в Колумбії і Венесуелі. Вид названий на честь колумбійського герпетолога Фрідріха Йоганна Графа фон Медема.

## Поширення і екологія
Neusticurus medemi мешкають в колумбійському департаменті Ваупес, у венесуельській Амазонії, ймовірно, також в Бразилії. Вони живуть у вологих рівнинних тропічних лісах, на берегах струмків, порослих рослинністю. Зустрічаються на висоті від 100 до 250 м над рівнем моря. Живляться комахами. При небезпеці стрибають у воду.